# William Percy (écrivain)
Pour les articles homonymes, voir William Percy.
William Percy (né près de Thirsk en 1575 – mort à Oxford en 1648) est un poète et un dramaturge anglais de l'époque de Jacques Ier et de Charles Ier d'Angleterre.

## Biographie

### Famille
William Percy est né probablement à Topcliffe, près de Thirsk dans le Yorkshire du Nord. Il est le troisième fils de Henry Percy, 8e comte de Northumberland et de sa femme Katharine Neville, fille aînée de John Neville, 3e baron Latimer. Son frère aîné, Henry, 9e comte de Northumberland, est un humaniste et un mécène des sciences et des arts.

### Études
William Percy entre à Gloucester Hall de l'université d'Oxford le 13 juin 1589. Barnabe Barnes, fils de l'évêque de Durham, qui étudie à Oxford au même moment, se lie d'amitié avec lui. En 1593, Barnes dédie son Parthenophil au « noble et vertueux gentleman, William Percy ». Bien qu'il étudie le latin et l'italien, il s'intéresse de plus en plus à la littérature anglaise contemporaine, comme les ouvrages de Gabriel Harvey (en), de Philip Sidney et d'Edmund Spenser.

### Mort
William Percy semble avoir mené une vie agitée. Il est un moment emprisonné à la Tour de Londres sous l'inculpation d'homicide. En 1638, il loge de façon peu claire à Oxford, « ne buvant que de la bière ». Il meurt à Oxford en mai 1648, « vieux célibataire de Penny farthing Street, qui a connu pendant plusieurs années une vie mélancolique et retirée ». Il est enterré le 28 mai dans la Cathédrale Christ Church d'Oxford près de la tombe de l'officier royaliste, sir Henry Gage.

## Carrière d'écrivain

### Poésie
À Oxford, Percy fait déjà partie d'un cercle littéraire avec son ami Barnabe Barnes. En 1594, il publie un recueil de vingt poèmes intitulé Sonnets to the Fairest Coelia. Ce mince volume s'achève par un madrigal, intitulé To Parthenophil upon his Laya and Parthenophe, qui fait l'éloge des travaux poétiques de Barnes. Mais selon Sidney Lee, aucun de ces poèmes n'est remarquable. Dans la préface, Percy prévient qu'il a été forcé de publier cette œuvre, car il avait prêté les manuscrits à un ami, qui se préparait à les publier sans son accord,. Cet ouvrage a par la suite été réédité par sir Egerton Brydges en 1818, et par le révérend Alexander Grosart en 1877 (en seulement cinquante exemplaires). Dans une adresse au lecteur en préface des sonnets, Percy décrit ceux-ci « comme de simples jouets, promettant de donner bientôt au monde un autre recueil qui sera plus abondant et plus épais ». Il est peu probable que cette promesse ait été tenue, car sa seule autre publication poétique connue est un médiocre madrigal signé « W. Percy, Musophilus ».
Bien que Percy soit lui-même un piètre poète, il appartient à un cercle littéraire comptant de meilleurs écrivains, comme Charles Fitzgeoffrey (en) qui, dans son recueil d'épigrammes latins, Affaniae, fait l'éloge des aptitudes de Percy. Dans le même groupe, on trouve aussi les frères Mychelbourne, Edward, Lawrence et Thomas, qui figurent tous dans les poèmes de Percy. Un dernier membre est Thomas Campian, qui fait l'éloge de Percy pour son esprit dans son Epigrammatum II (1619).

### Théâtre
Percy a aussi écrit pour le théâtre, et six de ses pièces existent encore. Joseph Haslewood en a imprimé deux. La première, une comédie intitulée The Cuck-queanes and cuckolds errants, or the bearing down the Inn, est en prose, et elle est introduite par un prologue dit par le fantôme de Tarlton. La seconde, The Faery Pastoral, or, Forest of Elves, est en vers blancs, et a été écrite pour la visite de Jacques Ier au domicile de Henry Percy, comte de Northumberland, frère de William, le 8 juin 1603. Les autres pièces sont intitulées : Arabia sitiens, or, a Dream of a Dry Year: a Tragicomedy (1601), The Aphrodisial, or, Sea Feast (1602), A Country's Tragedy in Vacuniam, or Cupid's Sacrifice (1602), et Necromantes, or the two supposed Heads, une comédie jouée par les enfants de Paul vers 1602.